# STi5105
STi5105 est un décodeur audio/vidéo bas coût, conçu par le fabricant des produits semi-conducteurs STMicroelectronics pour le marché Set-top box.

## Présentation
Avec le STi5105, STMicroelectronics établit un nouveau standard de performance, de prix et d'intégration dans une seule puce.
Cette solution hautement intégrée offre des performances accrues par rapport aux dispositifs antérieurs, et inclut beaucoup de dispositifs pour réduire davantage les coûts, y compris un système de mémoire unifié.
Le STi5105 est doté du processeur ST20 de la gamme OMEGA qui stimule la vitesse d'horloge de 200 MHz qui, lorsqu'il est combiné avec le moteur graphique 2D, offre d'excellentes performances graphiques.
L'interface mémoire DDR du STi5105 permet à la fois de réduire les coûts du système et minimise la latence du système global, en veillant à ce nouveau dispositif peut prendre en charge les applications les plus exigeantes de télévision interactive et intergiciels.
STi5105 est fourni soit en 24 mm x 24 mm LQFP216 ou 23 mm x 23 mm BGA.

## Caractéristiques
Le Sti5105 comporte essentiellement les éléments suivants:
- Processeur ST20 32-bit avec une fréquence de 200 MHz.
- Décodeur vidéo MPEG-2.
- Décodeur audio MPEG-1 layers I/II
- Processeur graphique 2D Blitter.

## Interfaces
Le Sti5105 comporte essentiellement les interfaces suivants:
- Flux transport.
- JTAG.
- Sortie vidéo RGB, CVBS, Y/C et YUV
- Sortie audio IEC958/IEC1937 et SPDIF